# Баллихапахан
Баллихапахан (англ. Ballyhupahaun; ирл. Baile Uí Shopacháin, «город О’Соппахана») — деревня в Ирландии, находится в графстве Лиишь (провинция Ленстер).
Население — 54 человека (по переписи 2002 года).